# Завадский, Владислав Ромулович
Владисла́в Рому́лович (Ромуальдович) Зава́дский (1840—1910/1911) — российский судебный деятель; сенатор. Действительный тайный советник.

## Биография
Родился 14 (26) сентября 1840 года. Происходил из польского дворянского рода Завадских герба Слеповрон. Из дворян Подольской губернии. Отец — Ромул (Ромуальд) Игнатьевич Завадский (1802—?) надзиратель Одесской бригады Пограничной стражи, мать — Мария Яковлевна Ниценко, дочь закатальского коменданта. Известность получили и другие сыновья: Владимир (1846—1913) и Михаил (1848—1926).
По окончании кандидатом юридического факультета Московского университета был оставлен при университете по кафедре политической экономии и статистики. В 1862 году был арестован по делу о распространении «возмутительных воззваний» и с 14 июня по 7 сентября 1862 года содержался в Петропавловской крепости. Подчинен полицейскому надзору в Москве и оставлен на службе под наблюдением ближайшего начальства. Начал службу в должности младшего помощника секретаря; затем стал старшим помощником секретаря, секретарём (1863) и старшим секретарём 6-го департамента Правительствующего Сената (1865). В 1866 году назначен судебным следователем Московского судебного округа.

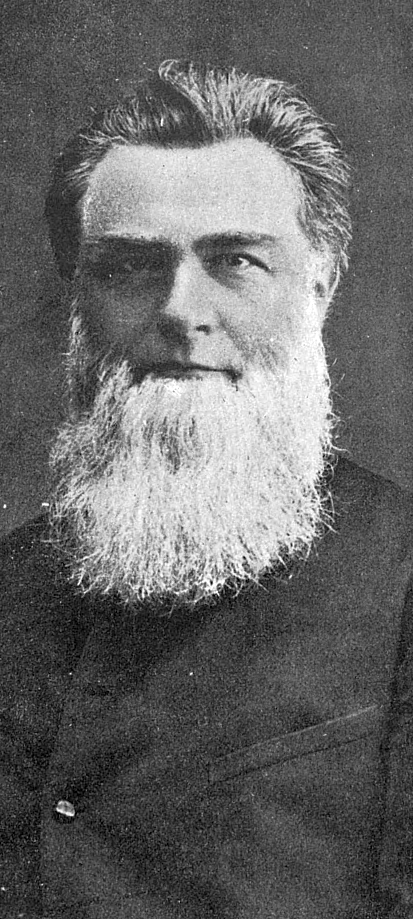
В. Р. Завадский, 1904.

В 1867—1870 годах — прокурор Кашинского окружного суда. В 1870 году стал прокурором Ярославского окружного суда и в этом же году получил назначение товарищем прокурора Казанской судебной палаты; с 1873 года — председатель Саратовского окружного суда; с 1879 года — председатель департамента Санкт-Петербургской судебной палаты. 
Уже в чине действительного статского советника (с 01.01.1881) он был старшим председателем Саратовской (1881), а затем Харьковской (1882) судебных палат; позже переведён в Москву.
Увлекшись судебными уставами, посвятил себя судебному делу, стойко защищая основные начала судебной реформы 1864 года. Ещё будучи председателем окружного суда в Саратове (1873—1879) составил образцовый наказ саратовского суда, принятый затем многими другими судами (3-е изд., 1879) и проект общего наказа судам; добился получения судебными местами авансов для уплаты вознаграждения свидетелям; настаивал на проведении закона о суточном довольствии присяжным заседателям. В. Р. Завадский был умелым и беспристрастным руководителем судебного следствия по делам, рассматривавшимся с участием присяжных заседателей; председательствовал по делу таганрогской таможни (1885), по которому, после пятинедельного следствия, было поставлено на разрешение присяжных 1311 вопросов.
В 1889 году, 9 апреля, получил чин тайного советника и на него были возложены подготовительные на месте работы по введению новых судебных установлений в Прибалтийском крае. В 1894 году назначен директором 2-го департамента министерства юстиции, вслед затем — управляющим межевой частью на правах товарища министра. В должности управляющего межевой частью провёл реформу Константиновского межевого института и ввёл ряд упрощений в межевое производство. Им был составлен комментарий к законам об упрощённом судопроизводстве и понудительном исполнении по актам.
С 1 января 1895 года — сенатор. С 26 января 1900 года — первоприсутствующий сенатор департамента герольдии. В 1901 году был произведён в чин действительного тайного советника.
Умер, по сведениям Н. А. Мурзанова и С. Волкова в Санкт-Петербурге 30 декабря 1910 (12 января 1911) года (по другим сведениям  — 31 декабря). Похоронен на Новодевичьем кладбище в Санкт-Петербурге.

## Награды
- орден Св. Станислава 1-й ст. (1883)
- орден Св. Анны 1-й ст. (1886)
- орден Св. Владимира 2-й ст. (1891)
- орден Св. Александра Невского с бриллиантовыми знаками (1905)

## Семья
Жена: Надежда Сергеевна, урождённая Писарева (1841—1915), была родом из дворянско-купеческой семьи. Их дети:
- Надежда (1868—1868)
- Сергей (1871—1935)
- Мария (1884—?)
- Елена (1885—?)
- Софья, замужем за Д. Д. Ивановым.